# Pat Onstad
Patrick Stewart Onstad (Vancouver, 1968. január 13. –) kanadai válogatott labdarúgó, edző.

## Fordítás
- Ez a szócikk részben vagy egészben  a   Pat Onstad című angol Wikipédia-szócikk fordításán alapul.  Az eredeti cikk szerkesztőit annak laptörténete sorolja fel. Ez a jelzés csupán a megfogalmazás eredetét és a szerzői jogokat jelzi, nem szolgál a cikkben szereplő információk forrásmegjelöléseként.